# Hyphoderma
Hyphoderma is een geslacht van schimmels behorend tot de familie Hyphodermataceae. De typesoort is Hyphoderma spiculosum. 

## Soorten
Volgens Index Fungorum telt het geslacht 121 soorten (peildatum mei 2022):
| Soortnaam                                         | Auteur(s)                                                    | Publicatiejaar |
| ------------------------------------------------- | ------------------------------------------------------------ | -------------- |
| Hyphoderma acutatum                               | Hjortstam & Ryvarden                                         | 2007           |
| Hyphoderma acutocystis                            | Boidin & Gilles                                              | 1991           |
| Hyphoderma acystidiatum                           | Sheng H. Wu                                                  | 1997           |
| Hyphoderma africanum                              | (Burt) D.A. Reid                                             | 1975           |
| Hyphoderma albicans                               | (Pers.) Nakasone                                             | 1990           |
| Hyphoderma amoenum                                | (Burt) Donk                                                  | 1957           |
| Hyphoderma anasaziense                            | Lindsey                                                      | 1986           |
| Hyphoderma anthracophilum                         | (Bourdot) Jülich                                             | 1974           |
| Hyphoderma assimile                               | (H.S. Jacks. & Dearden) Donk                                 | 1957           |
| Hyphoderma australosetigerum                      | M. Dueñas, Telleria & M.P. Martín                            | 2021           |
| Hyphoderma ayresii                                | (Berk. ex Cooke) Boidin & Gilles                             | 1991           |
| Hyphoderma bicystidiatum                          | Priyanka & Dhingra                                           | 2012           |
| Hyphoderma bisetigerum                            | Boidin & Gilles                                              | 2004           |
| Hyphoderma bresadolae                             | Jülich                                                       | 1974           |
| Hyphoderma budingtonii                            | Lindsey & Gilb.                                              | 1977           |
| Hyphoderma caliciferum                            | (Litsch.) Malençon & Bertault                                | 1973           |
| Hyphoderma cinereoalbum                           | (Rick) Baltazar & Rajchenb.                                  | 2016           |
| Hyphoderma cinnamomeum                            | Jülich                                                       | 1978           |
| Hyphoderma clarusproprietas                       | Dhingra                                                      | 1989           |
| Hyphoderma clavatum                               | Sheng H. Wu                                                  | 1997           |
| Hyphoderma cremeoalbum (Crèmekleurig harskorstje) | (Höhn. & Litsch.) Jülich                                     | 1974           |
| Hyphoderma cremeum                                | Sheng H. Wu                                                  | 1997           |
| Hyphoderma cristulatum                            | (Fr.) Donk                                                   | 1957           |
| Hyphoderma crustulinum                            | (Bres.) Nakasone                                             | 2008           |
| Hyphoderma crystallinum                           | C.L. Zhao & Q.X. Guan                                        | 2021           |
| Hyphoderma cynodontis                             | Sawada                                                       | 1959           |
| Hyphoderma definitum (Witgrauw harskorstje)       | (H.S. Jacks.) Donk                                           | 1957           |
| Hyphoderma densum                                 | Sheng H. Wu                                                  | 1997           |
| Hyphoderma densustextum                           | Dhingra                                                      | 1989           |
| Hyphoderma deserticola                            | Gilb. & Lindsey                                              | 1975           |
| Hyphoderma deviatum (Nathalskorstje)              | (S. Lundell) Parmasto                                        | 1968           |
| Hyphoderma effractum                              | Hjortstam                                                    | 1998           |
| Hyphoderma effusum                                | Fuckel                                                       | 1863           |
| Hyphoderma effusum                                | Sacc.                                                        | 1892           |
| Hyphoderma fissuratum                             | C.L. Zhao & X. Ma                                            | 2021           |
| Hyphoderma floccosum                              | C.L. Zhao & Q.X. Guan                                        | 2021           |
| Hyphoderma formosanum                             | Yurchenko & Sheng H. Wu                                      | 2014           |
| Hyphoderma fuscum                                 | (Burt) Donk                                                  | 1957           |
| Hyphoderma galactinum                             | Manjón, G. Moreno & Hjortstam                                | 1988           |
| Hyphoderma gemmeum                                | (D.P. Rogers) Donk                                           | 1957           |
| Hyphoderma gigasporum                             | Boidin & Gilles                                              | 1991           |
| Hyphoderma granuliferum                           | P. Roberts                                                   | 2000           |
| Hyphoderma hallenbergii                           | Man. Kaur, Avn.P. Singh & Dhingra                            | 2015           |
| Hyphoderma hjortstamii                            | Sheng H. Wu                                                  | 1990           |
| Hyphoderma iguazuense                             | Hjortstam & Ryvarden                                         | 1986           |
| Hyphoderma incrustatum                            | K.H. Larss.                                                  | 1998           |
| Hyphoderma inusitatum                             | (H.S. Jacks. & Dearden) Ginns                                | 1984           |
| Hyphoderma involutum                              | (H.S. Jacks. & Dearden) Hjortstam & Ryvarden                 | 1979           |
| Hyphoderma karstenii                              | Jülich                                                       | 1974           |
| Hyphoderma lapponicum (Onopvallend harskorstje)   | (Litsch.) Ryvarden                                           | 1971           |
| Hyphoderma leoninum                               | Burds. & Nakasone                                            | 1983           |
| Hyphoderma leptaleum                              | (Ellis & Everh.) Ginns                                       | 1992           |
| Hyphoderma lintaceum                              | Wallr.                                                       | 1833           |
| Hyphoderma litschaueri                            | (Burt) J. Erikss. & Å. Strid                                 | 1975           |
| Hyphoderma lunasporum                             | Gilb. & Hemmes                                               | 2004           |
| Hyphoderma luridum                                | (Bourdot & Galzin) J. Erikss. & Hjortstam                    | 1976           |
| Hyphoderma macaronesicum                          | Tellería, M. Dueñas, Beltrán-Tej., Rodr.-Armas & M.P. Martín | 2012           |
| Hyphoderma malenconii                             | (Manjón & G. Moreno) Manjón, G. Moreno & Hjortstam           | 1988           |
| Hyphoderma medioburiense (Langsporig harskorstje) | (Burt) Donk                                                  | 1957           |
| Hyphoderma membranaceum                           | C.L. Zhao & Q.X. Guan                                        | 2021           |
| Hyphoderma microcystidium                         | Sheng H. Wu                                                  | 1990           |
| Hyphoderma microporoides                          | C.L. Zhao & Q.X. Guan                                        | 2021           |
| Hyphoderma molliusculum                           | (Rick) Baltazar & Rajchenb.                                  | 2016           |
| Hyphoderma moniliforme                            | (P.H.B. Talbot) Manjón, G. Moreno & Hjortstam                | 1988           |
| Hyphoderma montanum                               | (Burt) Donk                                                  | 1957           |
| Hyphoderma mopanshanense                          | C.L. Zhao                                                    | 2021           |
| Hyphoderma multicystidiatum                       | Ryvarden                                                     | 1978           |
| Hyphoderma multicystidium                         | (Hjortstam & Ryvarden) Hjortstam & Tellería                  | 1990           |
| Hyphoderma naiophila                              | Gilb. & Hemmes                                               | 2001           |
| Hyphoderma nemorale (Bosharskorstje)              | K.H. Larss.                                                  | 1998           |
| Hyphoderma niveum                                 | Fuckel                                                       | 1870           |
| Hyphoderma nualoloense                            | Gilb. & Hemmes                                               | 2004           |
| Hyphoderma nudicephalum                           | Gilb. & M. Blackw.                                           | 1988           |
| Hyphoderma obtusiforme (Stompharig harskorstje)   | J. Erikss. & Å. Strid                                        | 1975           |
| Hyphoderma obtusum                                | J. Erikss.                                                   | 1958           |
| Hyphoderma occidentale (Dun harskorstje)          | (D.P. Rogers) Boidin & Gilles                                | 1994           |
| Hyphoderma odontioides                            | (Burt) Donk                                                  | 1957           |
| Hyphoderma orphanellum                            | (Bourdot & Galzin) Donk                                      | 1957           |
| Hyphoderma paramacaronesicum                      | Telleria, M. Dueñas, J. Fernández-López & M.P. Martín        | 2018           |
| Hyphoderma parvisporum                            | Avn.P. Singh, Priyanka, Dhingra & Singla                     | 2010           |
| Hyphoderma pilisetum                              | (Burt) Liberta                                               | 1968           |
| Hyphoderma pilosum                                | (Burt) Gilb. & Budington                                     | 1970           |
| Hyphoderma pinicola                               | Yurchenko & Sheng H. Wu                                      | 2014           |
| Hyphoderma pleurobasidiatum                       | Boidin, Cand. & Gilles                                       | 1986           |
| Hyphoderma probatum                               | (H.S. Jacks.) Jülich                                         | 1974           |
| Hyphoderma prosopidis                             | (Burds.) Tellería, M. Dueñas & M.P. Martín                   | 2012           |
| Hyphoderma puerense                               | C.L. Zhao & Q.X. Guan                                        | 2021           |
| Hyphoderma rimosum                                | Burds. & Nakasone                                            | 1983           |
| Hyphoderma rimulosum                              | Sheng H. Wu                                                  | 1997           |
| Hyphoderma romeroae                               | C.E. Gómez, Baltazar & Rajchenb.                             | 2014           |
| Hyphoderma roseocremeum (Blozend harskorstje)     | (Bres.) Donk                                                 | 1957           |
| Hyphoderma roseum                                 | (Pers.) Fr.                                                  | 1849           |
| Hyphoderma rubropallens                           | (Schwein.) Ginns                                             | 1992           |
| Hyphoderma rubropunctatum                         | Warcup & P.H.B. Talbot                                       | 1965           |
| Hyphoderma sabinicum                              | Manjón & G. Moreno                                           | 1983           |
| Hyphoderma sacchari                               | (Burt) Nakasone                                              | 2000           |
| Hyphoderma scaevolae                              | Boidin & Gilles                                              | 1991           |
| Hyphoderma setigerum (Barstend harskorstje)       | (Fr.) Donk                                                   | 1957           |
| Hyphoderma sibiricum                              | (Parmasto) J. Erikss. & Å. Strid                             | 1975           |
| Hyphoderma sikkimium                              | Dhingra                                                      | 1989           |
| Hyphoderma sinense                                | C.L. Zhao & Q.X. Guan                                        | 2021           |
| Hyphoderma singularibasidium                      | Dhingra, Avn.P. Singh & Singla                               | 2009           |
| Hyphoderma sparsum                                | Fuckel                                                       | 1863           |
| Hyphoderma sparsum                                | Sacc.                                                        | 1892           |
| Hyphoderma sphaeropedunculatum                    | Gilb. & Hemmes                                               | 2001           |
| Hyphoderma sporulosum                             | Dhingra                                                      | 1989           |
| Hyphoderma subclavatum                            | Sheng H. Wu                                                  | 1997           |
| Hyphoderma subclavigerum                          | K.H. Larss. & Hjortstam                                      | 1978           |
| Hyphoderma subglobosum                            | Priyanka & Dhingra                                           | 2012           |
| Hyphoderma subsetigerum                           | Sheng H. Wu                                                  | 1997           |
| Hyphoderma subsphaerosporum                       | Boidin & Gilles                                              | 1991           |
| Hyphoderma tenue                                  | (Pat.) Donk                                                  | 1957           |
| Hyphoderma tenuissimum                            | C.L. Zhao & Q.X. Guan                                        | 2021           |
| Hyphoderma tibia                                  | K.H. Larss., Grosse-Brauckm. & Jean Keller                   | 1998           |
| Hyphoderma transiens                              | (Bres.) Parmasto                                             | 1968           |
| Hyphoderma tuberculare                            | Hjortstam & Ryvarden                                         | 1982           |
| Hyphoderma tubulicystidium                        | Hjortstam & Spooner                                          | 2009           |
| Hyphoderma typhicola                              | (Burt) Donk                                                  | 1962           |
| Hyphoderma utriculosum                            | (G. Cunn.) Stalpers & P.K. Buchanan                          | 1991           |
| Hyphoderma variolosum                             | Boidin, Lanq. & Gilles                                       | 1991           |
| Hyphoderma zeylanica                              | Petch                                                        | 1917           |